# Burgalais
Burgalais (oficial Burgalays) és un municipi occitàdel Comenge, a Gascunya, situat en el departament de l'Alta Garona, a la regió d'Occitània.